# Dallas City
Dallas City es una ciudad ubicada en los condados de Hancock y Henderson, Illinois, Estados Unidos. Según el censo de 2020, tiene una población de 805 habitantes.
Está situada a orillas del río Misisipi, en la frontera con el estado de Iowa.

## Geografía
La localidad está ubicada en las coordenadas 40°38′7″N 91°9′51″O / 40.63528, -91.16417. Según la Oficina del Censo de los Estados Unidos, tiene una superficie total de 8.48 km², de la cual 6.15 km² corresponden a tierra firme y 2.33 km² son agua.

## Demografía
Según el censo de 2020, hay 805 personas residiendo en Dallas City. La densidad de población es de 130.89 hab./km². El 96.02% de los habitantes son blancos, el 0.25% son afroamericanos, el 0.37% son amerindios, el 0.50% son asiáticos y el 2.86% son de una mezcla de razas. Del total de la población, el 0.75% son hispanos o latinos de cualquier raza.